# جزیره مردگان (فیلم)
جزیره مردگان (انگلیسی: Isle of the Dead) فیلمی ترسناک به کارگردانی مارک رابسون است که در سال ۱۹۴۵ به نمایش درآمد. فیلمنامه این فیلم از نقاشی جزیره مردگان اثر آرنولد بوکلین الهام گرفته شده بود